# Brahojos de Medina
Brahojos de Medina är en kommun i Spanien.   Den ligger i provinsen Provincia de Valladolid och regionen Kastilien och Leon, i den centrala delen av landet, 140 km nordväst om huvudstaden Madrid. Antalet invånare är 138. Arean är 27,0 kvadratkilometer.
Terrängen i Brahojos de Medina är mycket platt.